# NAsH Carlos Chagas (U-19)

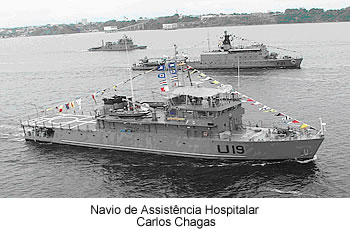

O NAsH Carlos Chagas (U-19) é uma embarcação da Marinha do Brasil que exerce a função de Navio de assistência hospitalar.

## Características
Especialmente projetado e construído no Arsenal de Marinha do Rio de Janeiro (AMRJ) para operar na região amazônica, é o segundo de sua classe.
Subordinado ao comando da Flotilha do Amazonas (9º Distrito Naval), desenvolve atividades de atendimento de saúde (médica e odontológica) às comunidades ribeirinhas. Para esse fim, encontra-se equipado com dois consultórios odontológicos, uma farmácia, duas enfermarias, um laboratório e um centro-cirúrgico onde são atendidas cirurgias de médio-porte (ex.: cesarianas).
A embarcação conta ainda com duas lanchas de ação rápida (LAR) e opera com um helicóptero UH-12 Esquilo, o que permite o atendimento em locais de difícil acesso na selva.
A sua equipe médica é integrada por quatro oficiais médicos, quatro oficiais dentistas, um oficial farmacêutico e um oficial enfermeiro.